# (15580) 2000 GE71
A (15580) 2000 GE71 a Naprendszer kisbolygóövében található aszteroida. A LINEAR projekt keretében fedezték fel 2000. április 5-én.